# Nacho Martínez
José Ignacio „Nacho” Martínez García (ur. 7 marca 1989 w Madrycie) – hiszpański piłkarz występujący na pozycji obrońca w Realu Valladolid.